# Handelsplats

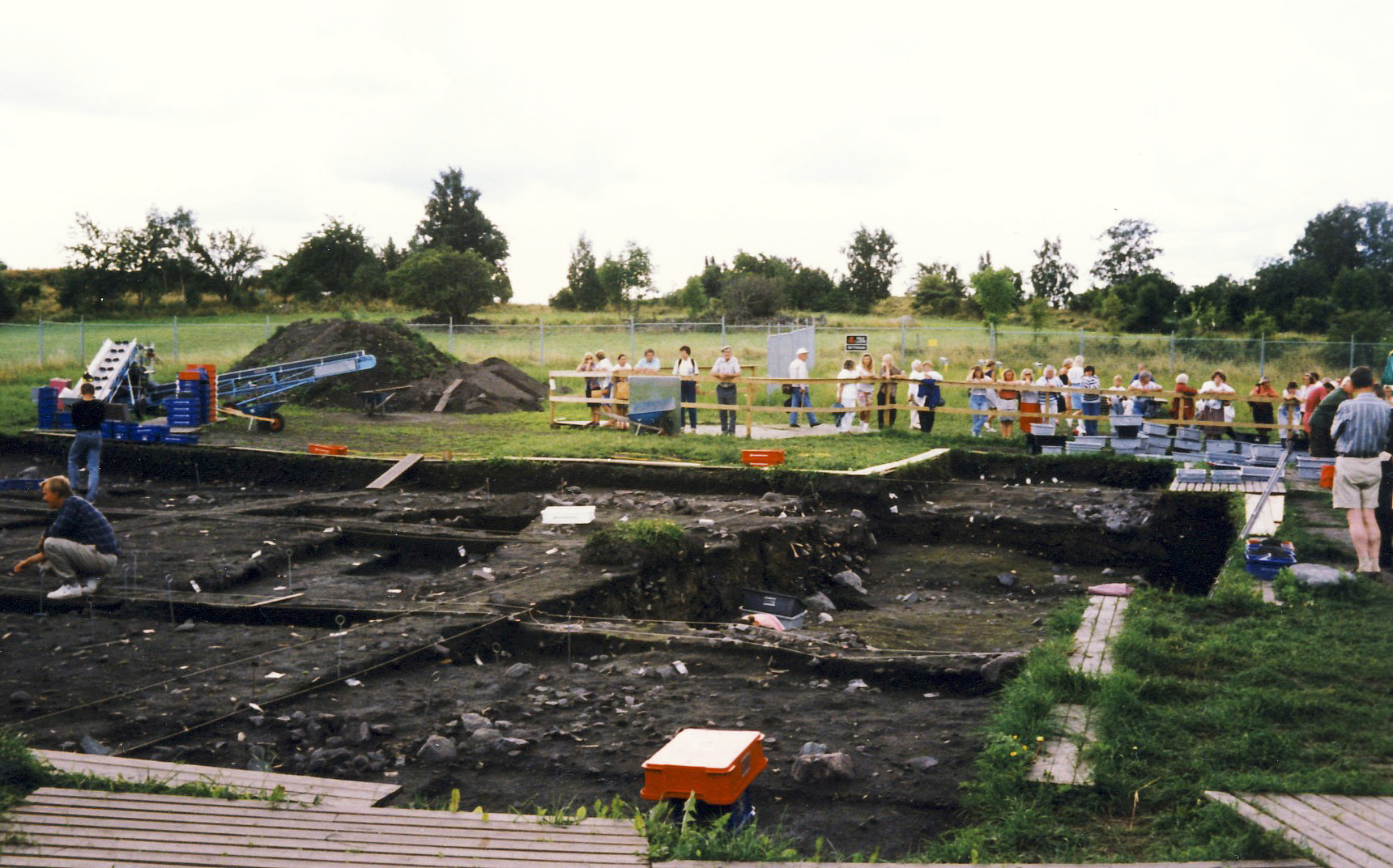
1991 års utgrävningar av marknadsplatsen i Birka.

Handelsplats är en plats där man kan handla varor av olika slag inom ett begränsat område. Ordet är i svenska språket i ofta förknippat med historiska handelsplatser.
Historiskt uppkom handelsplatser som knutpunkter för marin transport, alltså förbundna genom skeppsfart. Handelsplatser utvecklades omkring Östersjön troligen redan under nordisk bronsålder 1700–500 f.Kr. Handeln utvecklades sedan under vendeltiden och multietniska mötesplatser som Truso, Grobin och Helgö uppstod. Längs floderna i nuvarande Ryssland, i Polen och Baltikum samt på Brittiska öarna uppstod sedermera betydande centra för handel under vikingatiden. En viktig drivkraft i Östersjöns fall är tillgången till bärnsten. Den direkta efterföljaren till vikingatidens handelsmän blev Hansan med viktiga säten i Lübeck, Riga och Gdansk.

## Vikingatida handelsplatser

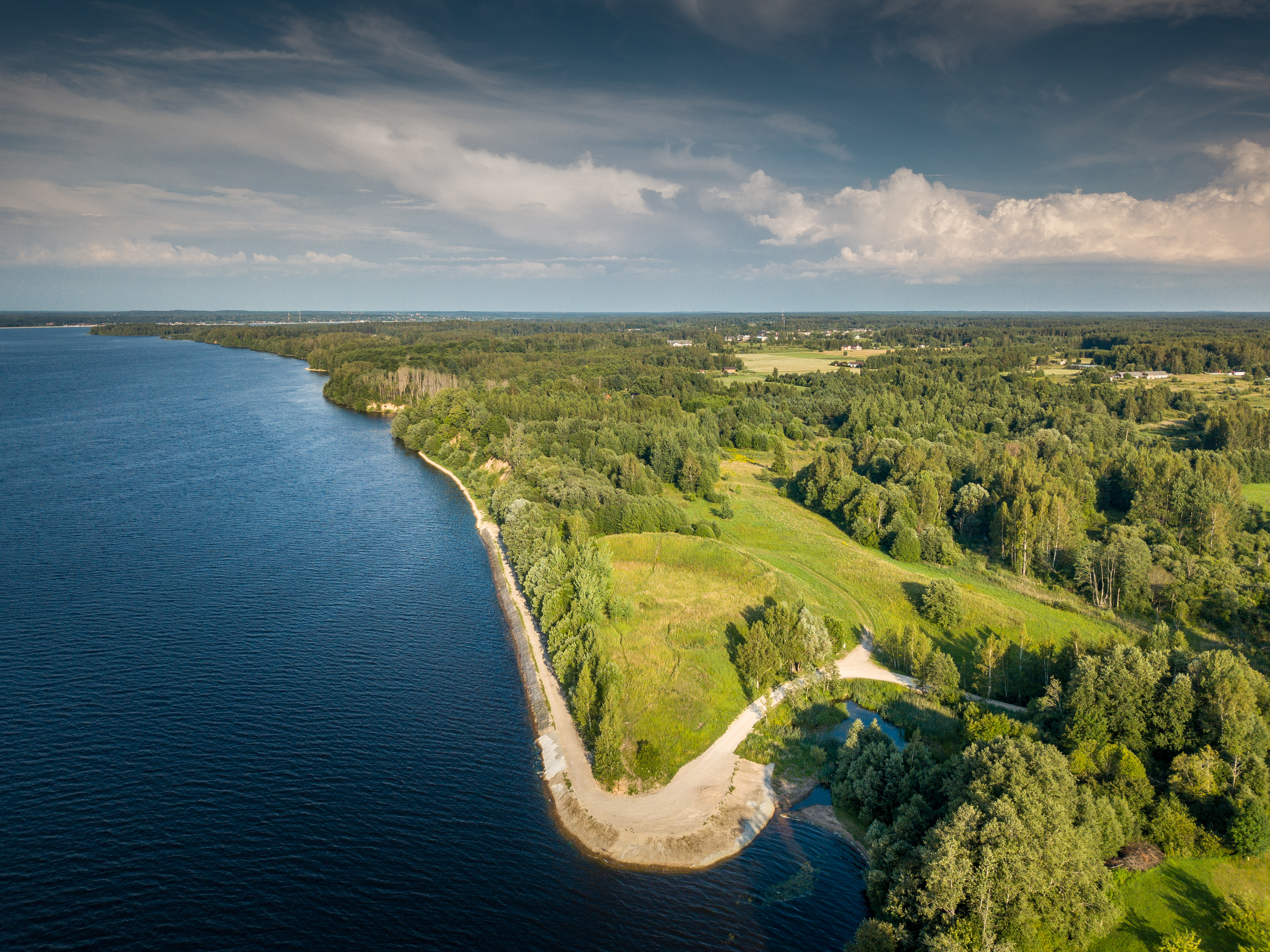
Daugmale fornborg hörde till en stor vikingatida handelsplats belägen några mil upp i floden Daugava i nuvarande Lettland. Man tror att Daugmale var befolkat av balter, slaver och skandinaver. Idag ligger hela platsen, förutom borgen, under vatten p.g.a. ett kraftverksbygge. I Daugmale har man hittat den enda runinskriften som återfunnits i Lettland.

- Birka (Björkö, Uppland, nuvarande Sverige)
- Daugmale (nära Riga, nuvarande Lettland)[4][5]
- Dorestad (vid Rhen, nuvarande Nederländerna)
- Dublin (Irlands huvudstad)
- Elleköpinge (vid Helge å, östra Skåne, nuvarande Sverige)

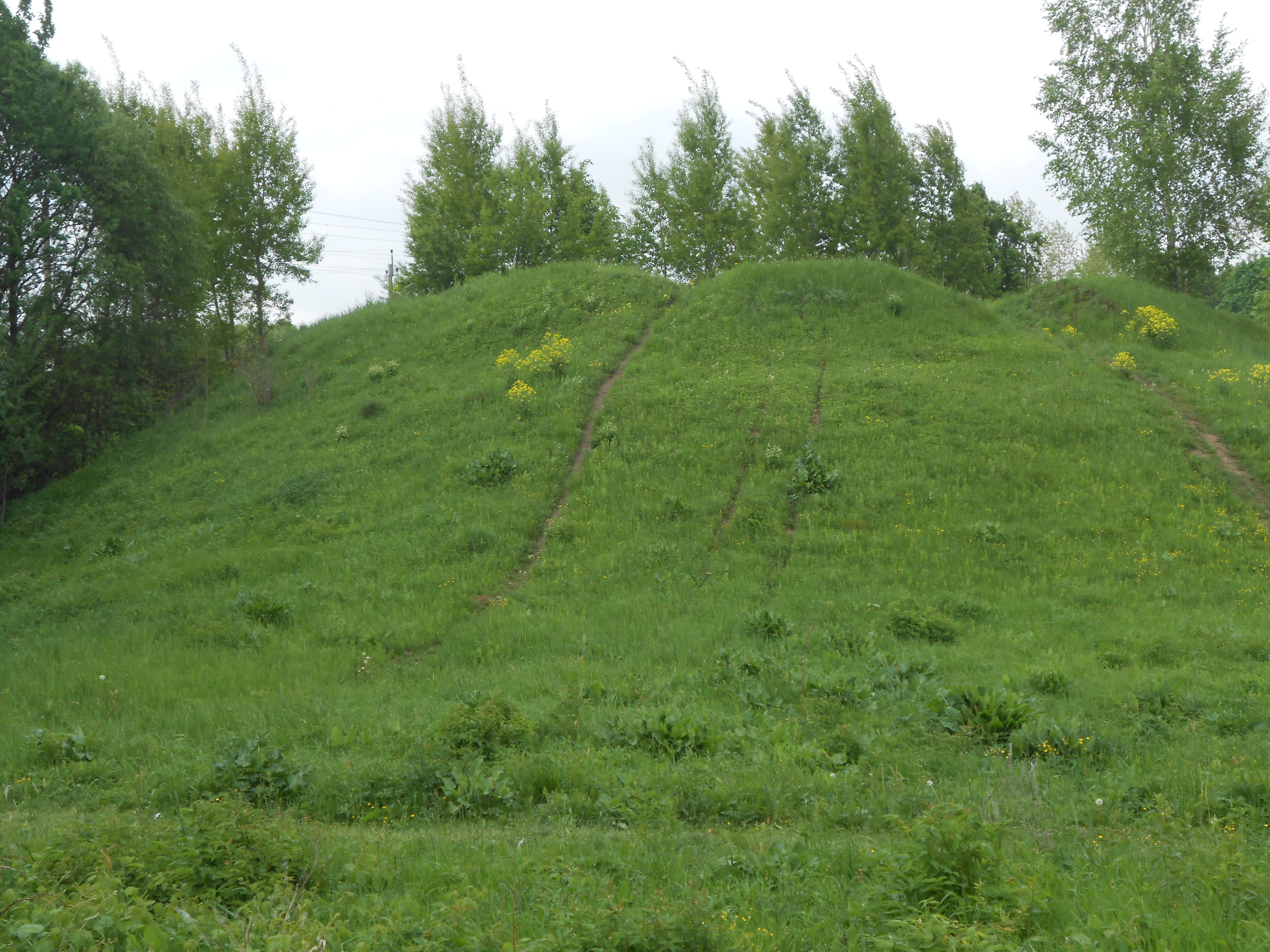
Gnezdovo i nuvarande Ryssland var befolkat av skandinaver, slaver och andra, bl.a. folk från Mähren. Där finns idag ett gigantiskt gravfält som bara till en tredjedel är undersökt. Gnezdovo ligger nära Smolensk vid Dnepr.

- Gnezdovo (nära Smolensk, nuvarande Ryssland)
- Grobin (vid Liepaja, nuvarande Lettland)
- Gärds Köpinge (vid Vramsån, östra Skåne, nuvarande Sverige)
- Hedeby (Schleswig, nuvarande Tyskland)
- Helgö (Uppland, nuvarande Sverige)
- Kaupang (Oslofjorden, nuvarande Norge)
- Köpingsvik (Öland, nuvarande Sverige)
- Limerick (vid Shannon, västra Irland)
- Löddeköpinge (vid Lödde å, västra Skåne, nuvarande Sverige)
- Paviken (Gotland, nuvarande Sverige)
- Ribe (Jylland, nuvarande Danmark)
- Reric (vid Gross Strömkendorf, Wismarbukten, Nordöstra Tyskland)
- Sarskoje (vid Sara, nära Rostov, nuvarande Ryssland)
- Staraja Ladoga (nuvarande Ryssland)
- Timerjovo (i Volgas vattensystem, 35km öster om Vladimir, nuvarande Ryssland)
- Truso (nuvarande Polen)
- Wiskiauten (Kaliningrad, nuvarande Ryssland)
- Wolin (vid Oders mynning, nuvarande Polen)